# فريدريك توماس غرين
فريدريك توماس غرين هو مستكشف كندي، ولد في 4 أبريل 1829 في مونتريال في كندا، وتوفي في 5 مايو 1876.